# Tính ưa người
Trong ký sinh trùng học, tính ưa người hay tính ái nhân (tiếng Anh: anthropophilia, từ tiếng Hy Lạp ἅνθρωπος (anthropos, "nhân loại", "con người") và φιλία (philia, "tình bạn", "tình yêu", "luyến ái") là việc ký sinh trùng hoặc nấm ngoài da ưa bám lấy con người hơn các động vật khác. Một thuật ngữ có liên quan, endophilia (ưa bên trong, ái nội), chỉ sinh vật ưa sống chung môi trường sống với con người, đặc biệt là trong nhà ở. Khi đặt cạnh anthropophilia, thuật ngữ zoophilia (ưa vật, ái vật, bình thường có nghĩa là sự "thú dâm") mang một nghĩa mới, chỉ một loài vật sống dựa vào một động vật khác, không phải con người, để lấy chất dinh dưỡng.
Anthropophilia hay được dùng để chỉ những côn trùng hút máu (xem Anopheles) ưa hút máu người hơn hút máu động vật khác (zoophily/zoophilia). Ngoài động vật hút máu, còn có vài động vật thích sống gần người khác như tắc kè, quạ khoang châu Phi (Corvus albus), gián. Khi nghiên cứu về bệnh sốt rét và vật trung gian truyền bệnh, các nhà nghiên cứu, trong nỗ lực loại bỏ căn bệnh này, luôn phân biệt giữa muỗi ưa người với những loại muỗi khác.
Trong tiếng Anh, người ta phân biệt giữa ba tính từ "anthropic" (có tính ưa người), "synanthropic" (sống gần với cư trú hay nhà ở con người), và "eusynathropic" (sống trong nhà ở con người).